# Evgenij Aldonin
Evgenij Valer'evič Aldonin (in russo Евгений Валерьевич Алдонин?; Alupka, 22 gennaio 1980) è un ex calciatore russo, di ruolo centrocampista.

## Palmarès

### Club

#### Competizioni nazionali
- Supercoppa di Russia: 4

CSKA Mosca: 2004, 2006, 2007, 2009
- Coppa di Russia: 5

CSKA Mosca: 2004-2005, 2005-2006, 2007-2008, 2008-2009, 2010-2011
- Campionato russo: 2

CSKA Mosca: 2005, 2006

#### Competizioni internazionali
- Coppa UEFA: 1

CSKA Mosca: 2004-2005